# South African Airways Museum Society
South African Airways Museum Society – muzeum zlokalizowane na lotnisku Rand w Germiston, Gauteng, Południowa Afryka.

## Historia
Muzeum zostało założone w 1986 roku przez linie lotnicze South African Airways w celu zachowania historii linii lotniczych oraz lotnictwa cywilnego w Południowej Afryce. Utworzenie muzeum zainicjowane zostało zakupem samolotu Junkers Ju 52/3m dla South African Airways. Ten typ samolotu był użytkowany w pierwszych latach działalności przewoźnika. W muzeum eksponowane są: dokumenty, zdjęcia, książki związane z historią z afrykańskimi liniami lotniczymi South African Airways,
modele samolotów oraz samoloty w formie statycznej w hangarach i na wolnym powietrzu. Większość samolotów jest zdatnych do lotów a trzy wykonują komercyjne loty z pasażerami, są to: DC3 (kod rejestracyjny ZS-BXF) oraz dwa egzemplarze DC-4 Skymaster (ZS-AUB, ZS-BMH). Samoloty te uczestniczyły w wielu międzynarodowych pokazach lotniczych w USA i Europie: DC4 odbył lot na pokazy lotnicze Oshkosh w 1994, Douglas DC-4 Skymaster lot do Norwegii w dniu 30 maja 1996 roku na najbardziej na północ wysunięty punkt kontynentu europejskiego do Nord Kap (ZS-BMH), samolot Douglas DC-4 Skymaster w 1997 wykonał cztery atlantyckie przeloty w malowaniu linii lotniczych Swissair. Obecnie te samoloty są wynajmowane i wykonują loty turystyczne w Republice Południowej Afryki oraz międzynarodowe loty czarterowe.

### Boeing 747
Wyjątkowo niebezpieczną operację lądowania samolotu Boeinga 747 "Multi" (ZS-SPC) przeprowadzono po przekazaniu samolotu do muzeum. 30 września 2006 samolot wykonał ostatni lot bez pasażerów do lotniska Rand. Pilot wykonał lądowanie na pasie startowym nr 11 o długości 1463 m przy bocznym wietrze 15 km/h, szerokość pasa wynosiła 15 m, a standardowa szerokość drogi startowej dla tego typu samolotu wynosi 45–60 m, rozstaw kół nieznacznie przekraczał rozstaw kół podwozia głównego samolotu, wynosił 9,3 m.
Taką sama operacja lądowania Boeinga 747-244B "Lebombo" (ZS-SAN) miała miejsce wcześniej w 2004 roku.

## Kolekcja

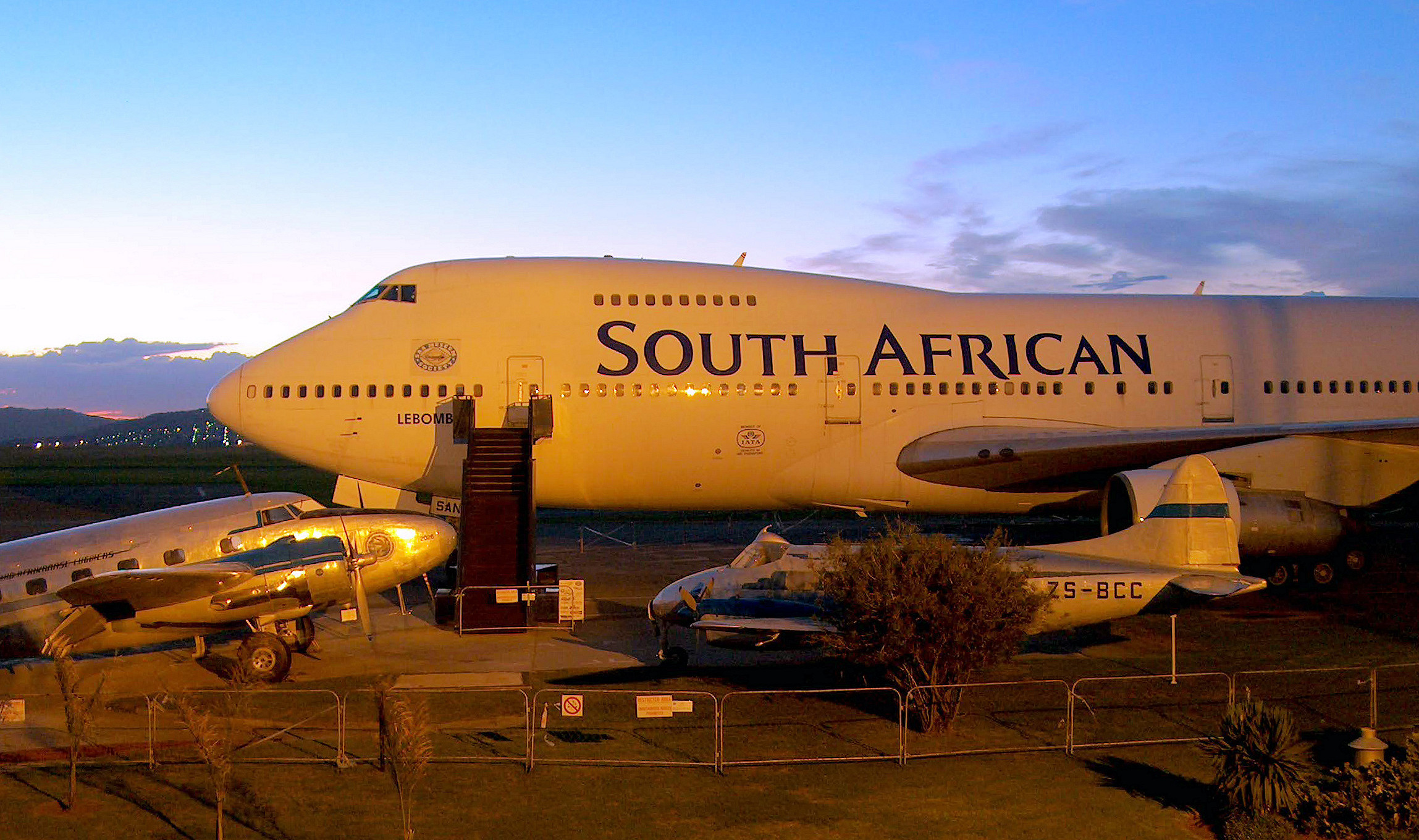
Samolot ZS-SAN "Lebombo" w muzeum

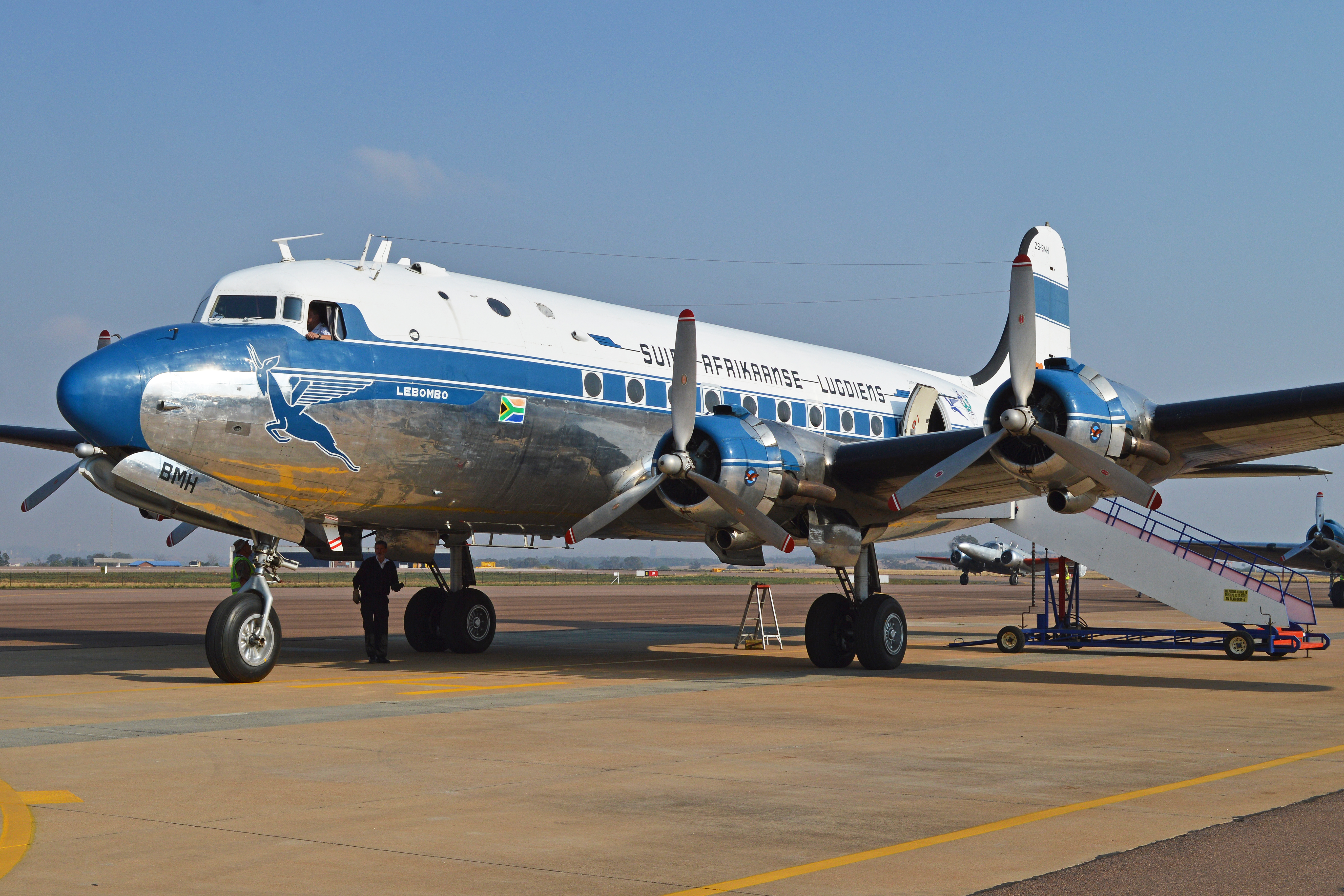
DC4, ZS-BMH latający eksponat

Na terenie muzeum znajdują się następujące samoloty:
- CASA 352L (Junkers Ju 52/3m)
- Lockheed L18 Lodestar
- De Havilland DH 104 Dove
- Lockheed L1649A Starliner
- Vickers VC1A Viking
- Boeing 747-244B
- Douglas C-54D-15-DC
- Boeing 747SP-44 "Multi" (2006)
- Douglas DC-3 Dakota
- Douglas DC-4 Skymaster (ZS-BMH, ZS-AUB)
- Boeing 707-344C
- Boeing 737-219
- Pietenpol Air Camper